# Vega de Pas
Vega de Pas ist eine Gemeinde in der spanischen Autonomen Region Kantabrien. Der nie fertiggestellte Tunnel von Engaña befindet sich bei Vega de Pas. Der Fluss Pas fließt durch die Gemeinde. Die landwirtschaftlich geprägte Gemeinde leidet unter starkem Bevölkerungsverlust.

## Orte
- Candolías
- La Gurueba
- Guzparras
- Pandillo
- Vega de Pas (Hauptort)
- Viaña
- Yera

## Bevölkerungsentwicklung
| 1842 | 1900 | 1950 | 1981 | 1991 | 2001 | 2011 |
| ---- | ---- | ---- | ---- | ---- | ---- | ---- |
| 2480 | 2094 | 1914 | 1353 | 1101 | 1011 | 828  |